# Callias (poète)
Pour les articles homonymes, voir Callias (homonymie).
 (novembre 2016).
Si vous disposez d'ouvrages ou d'articles de référence ou si vous connaissez des sites web de qualité traitant du thème abordé ici, merci de compléter l'article en donnant les références utiles à sa vérifiabilité et en les liant à la section « Notes et références ».
Callias (en grec ancien Καλλίας / Kallías) est un poète comique et tragique grec du Ve siècle av. J.-C., émule de Cratinos, tous deux poètes de l'ancienne comédie.
Fils d'un cordier nommé Lysimaque, on connaît ses pièces surtout grâce aux titres rapportés par la Souda (Les Grenouilles, Les Esclaves, Atalante, etc.). Il remporta le concours comique des Dionysies en -446.
Quelques fragments de ses comédies sont préservés par Diogène Laërce et Athénée.[Où ?]